# Phare de Punta Vagno
Le phare de Punta Vagno (en italien : Faro di Punta Vagno) est un phare actif situé sur Punta Vagno, à l'est du port de Gênes (Ville métropolitaine de Gênes), dans la région de Ligurie en Italie. Il est géré par la Marina Militare.

## Histoire
Le phare a été construit à la fin du XIXe siècle, mais n'a été activé que le 10 octobre 1931. La tour a été détruite pendant la Seconde Guerre mondiale et a été reconstruite en 1948. Sa lumière guide les bateaux s'approchant de l'entrée est du port de Gênes. Relié au réseau électrique, il est entièrement automatisé.
Il est muni d'un Système d'identification automatique pour la navigation maritime.

## Description
Le phare  est une tour cylindrique en maçonnerie de 8 m de haut, avec galerie et lanterne. La tour est totalement peinte en blanc et le dôme de la lanterne est gris métallique. Il émet, à une hauteur focale de 26 m, trois longs éclats blancs de 2 secondes toutes les 15 secondes. Sa portée est de 16 milles nautiques (environ 30 km) pour le feu principal et 11 milles nautiques (environ 20 km) pour le feu de veille.
Identifiant : ARLHS : ITA-151 ; EF-1575 - Amirauté : E1230 - NGA : 7612 .

## Caractéristiques dufeu maritime
Fréquence : 15 s (W-W-W)
- Lumière : 2 secondes
- Obscurité 1 seconde
- Lumière : 2 secondes
- Obscurité 1 seconde
- Lumière : 2 secondes
- Obscurité : 7 secondes

### Lien connexe
- Liste des phares de l'Italie